# Hong Song-nam
Dans ce nom coréen, le nom de famille, Hong, précède le nom personnel.
Hong Song-nam est un homme d'État né le 2 octobre 1929 à Pyongyang et mort le 31 mars 2009. Il a été Premier ministre de la république populaire démocratique de Corée du 21 février 1997 au 3 septembre 2003.